# 穆姫
穆姫（ぼくき、生没年不詳）は、秦の穆公の夫人。

## 生涯
晋の献公の娘として生まれた。太子申生の同母姉にあたり、公子重耳や公子夷吾とは異母の姉弟にあたる。紀元前656年、献公が太子申生を殺害すると、公子重耳は蒲に、公子夷吾は屈に逃亡した（驪姫の乱）。
紀元前655年、穆姫は秦の穆公にとついだ。このとき百里奚が穆姫に侍従して秦に赴いた。紀元前651年、晋の献公が死去し、驪姫の生んだ公子奚斉は殺され、献公の後を嗣いだ卓子も殺害された。紀元前650年、公子夷吾は秦の援助で帰国し、晋侯として即位した。これが晋の恵公である。穆姫は「公族は君の根本である」といって諸公子の帰国を進めるよう促したが、恵公は聞き入れなかった。恵公は帰国のさいに秦と約束した領土割譲を履行しなかった。紀元前647年、晋で飢饉が起こると、恵公は秦に食糧支援を求め、秦の穆公はこれに応じて食糧を供与した。紀元前646年、秦で飢饉が起こると、穆公は晋に食糧支援を求めたが、晋の恵公は与えなかった。紀元前645年、かえって恵公は秦に出兵したことから、晋と秦の軍は韓原で戦い（韓原の戦い）、秦軍が勝利して、晋の恵公は捕らえられた。
秦の穆公は凱旋の途につき、恵公を連れて入朝させようとした。穆姫がこのことを聞くと、太子罃や公子弘に娘の簡璧を連れて高楼に昇り、薪を積み喪服の用意をして穆公を迎えた。穆姫は恵公を入朝させれば、焼身自殺する覚悟を示したので、穆公は妻を恐れて恵公を霊台に宿泊させた。秦の大夫は恵公を入朝させようと願い出たが、穆公は妻の死で喪服の帰国となってはつまらないと、恵公を晋に帰させることとした。晋の太子圉が秦の人質となり、穆姫を頼った。
穆姫の死後、穆姫の弟の公子重耳が秦の援助を得て晋に帰国し、晋侯として即位した。これが晋の文公である。秦の太子罃は重耳を秦に送るにあたって、母の恩を思い、「渭陽」の詩を詠んだ。